# Volksbegehren Artenschutz – „Rettet die Bienen“
Das Volksbegehren Artenschutz – „Rettet die Bienen“ initiiert von „proBiene - Freies Institut für ökologische Bienenhaltung“ über das Gesetz zur Änderung des Naturschutzgesetzes und des Landwirtschafts- und Landeskulturgesetzes (Kurzbezeichnungen: Rettet die Bienen) war ein im Mai 2019 gestartetes Volksbegehren auf der Grundlage der Artikel 59 und 60 der Verfassung des Landes Baden-Württemberg und der Artikel 27 ff des Gesetzes über Volksabstimmung, Volksbegehren und Volksantrag (VAbstG) in Baden-Württemberg. Die Forderungen der Initiative wurden von der Landesregierung im Oktober 2019 in weiten Teilen in einem Eckpunktepapier übernommen. Am 22. Juli 2020 hat der baden-württembergische Landtag daraufhin ein Gesetz zur Änderung des Naturschutzgesetzes und des Landwirtschafts- und Landeskulturgesetzes beschlossen.

## Gegenstand
Gegenstand des Volksbegehrens war ein „Entwurf eines Gesetzes zur Änderung des Naturschutzgesetzes und des Landwirtschafts- und Landeskulturgesetzes“. Ziel des Gesetzesentwurfes war, dass die Sicherung der Vielfalt an Tier- und Pflanzenarten in Baden-Württemberg gewährleistet wird.
Hierzu sah der Gesetzentwurf unter anderem vor:
- Anhebung des Anteils der ökologischen Landwirtschaft in Baden-Württemberg bis 2025 auf mindestens 25 Prozent, bis 2035 auf mindestens 50 Prozent
- Umstellung landeseigener Landwirtschaftsbetriebe auf ökologische Landwirtschaft
- Reduktion des Pestizideinsatzes um 50 Prozent bis zum Jahr 2025
- Verbot von Pestiziden auf naturschutzrechtlich besonders geschützten Flächen, bei klar definierten Ausnahmen
- Schutz für extensiv genutzte Obstbaumwiesen, Obstbaumweiden und Obstbaumäcker mit hochwachsenden Obstbäumen (Streuobstbestände)
- Wirksamer Schutz des Biotopverbundes durch flächendeckende planerische Sicherung
- Verankerung des Ziels, die Artenvielfalt zu schützen, in den einschlägigen Bildungs- und Ausbildungsangeboten öffentlicher Träger[3]

## Verfahren und Verlauf

### Antrag
Als erster Verfahrensschritt war ein Antrag auf Zulassung des Volksbegehrens erforderlich, der von mindestens 10.000 Unterstützern unterschrieben worden sein musste. Innerhalb der ersten zweieinhalb Wochen nach Beginn der Sammlung waren bereits 18.000 Unterschriften zusammengekommen. Zwischen Ende Mai und Ende Juli 2019 unterschrieben insgesamt 35.865 stimmberechtigte Bürger den Antrag auf Zulassung des Volksbegehrens. Damit wurde mehr als das Dreifache der gesetzlich vorgeschriebenen Stimmenzahl erreicht.
Am 26. Juli 2019 übergaben die Initiatoren des Volksbegehrens dem baden-württembergischen Innenministerium den Zulassungsantrag mit den Unterschriftenlisten und einem ausgearbeiteten, mit Gründen versehenen Gesetzentwurf.
Das Innenministerium gab dem Zulassungsantrag am 14. August 2019 statt. Die Zulassung wurde einschließlich des Gesetzentwurfs und seiner Begründung im Staatsanzeiger vom 23. August 2019 öffentlich bekannt gemacht.

### Eintragung
Innerhalb des vom Innenministerium vorgegebenen, sechs Monate umfassenden Zeitraums konnten die Unterstützer des Volksbegehrens sich unter Angabe von Name, Adresse und Anschrift in Eintragungsblätter oder -listen eintragen. Dies konnte im Rahmen der „freien“ oder amtlichen Sammlung geschehen. Bei der sogenannten freien Sammlung bestand die Möglichkeit, sich als Unterstützer vom 24. September 2019 bis zum 23. März 2020 in Eintragungsblätter einzutragen, die beispielsweise in Fußgängerzonen oder bei öffentlichen Veranstaltungen ausgelegt werden.
Die amtliche Sammlung von Unterschriften in Eintragungslisten bei den Gemeindeverwaltungen dauerte vom 18. Oktober 2019 bis zum 17. Januar 2020. Damit das Volksbegehren erfolgreich wird, war eine Unterstützung von zehn Prozent der Wahlberechtigten (knapp 770.000) notwendig. Allerdings riefen sämtliche Trägerorganisationen des Volksbegehrens am 18. Dezember 2019 dazu auf, das Volksbegehren nicht mehr zu unterschreiben. Stattdessen soll nun ein Kompromiss-Gesetzentwurf zwischen Trägern, Landesregierung und Landwirtschaftsverbänden in Kraft treten (siehe „Eckpunktepapier der Landesregierung“.)

## Initiatoren und Träger
Initiiert wurde das Volksbegehren von den Berufsimkern David Gerstmeier und Tobias Miltenberger. Sie sind Gesellschafter von proBiene, dem „Freien Institut für ökologische Bienenhaltung“, das im Jahr 2016 als gemeinnützige Gesellschaft mit beschränkter Haftung gegründet wurde.
Getragen wird das Volksbegehren unter anderem von den Landesverbänden der Naturschutzorganisationen BUND und NABU, von der ÖDP, der Organisation Slow Food Deutschland, dem Anbauverband Demeter Baden-Württemberg, dem Verband für ökologischen Landbau Naturland Baden-Württemberg, der Arbeitsgemeinschaft bäuerliche Landwirtschaft Baden-Württemberg, der sozialen Bewegung Fridays for Future Baden-Württemberg, der Bäuerlichen Erzeugergemeinschaft Schwäbisch Hall, den Bioproduktanbietern Bodan und Naturata, der GLS-Bank und dem Umweltversand Waschbär.

## Artensterben in Baden-Württemberg
Im Laufe des Jahrs 2019 erschienen mehrere Studien, die den Rückgang der Artenvielfalt in Baden-Württemberg belegen.
So lebten etwa 1980 am Bodensee noch rund 465.000 Vogel-Brutpaare, 2012 waren es nur noch 345.000 – ein Verlust von 25 Prozent. Dies ist das Ergebnis einer Studie von Wissenschaftlern der Ornithologischen Arbeitsgruppe Bodensee und des Max-Planck-Instituts für Verhaltensbiologie. Einst häufige Vogelarten wie Haussperling, Amsel oder Star sind besonders stark zurückgegangen. Viele weitere Arten kommen nur noch in geringen, oft nicht mehr überlebensfähigen Populationen und an immer weniger Orten rund um den Bodensee vor. Auch auf der Schwäbischen Alb gibt es solche Entwicklungen: Rund ein Drittel der Insektenarten, die es vor zehn Jahren noch im Biosphärengebiet Schwäbische Alb gab, ist verschwunden. Entsprechende Zahlen haben Forscher der Uni Ulm und der Technischen Universität München veröffentlicht. Und Karlsruher Wissenschaftler werteten Aufzeichnungen über Schmetterlinge seit dem Jahr 1750 aus. In ihrer Studie stellten die Forscher fest, dass die Zahl der Arten zwar weitgehend gleich geblieben ist – nur sechs von 163 sind wirklich ausgestorben – dass aber die Häufigkeit drastisch abgenommen hat. Insbesondere seit den 1950er Jahren sei das der Fall, nach der Umstellung der Landnutzung nach dem Krieg. In den vergangenen beiden Jahrzehnten habe sich der Prozess noch einmal verschärft.

## Kritik
Im Laufe des Volksbegehrens distanzierten sich zahlreiche Verbände, Unternehmen, Parteien und auch der baden-württembergische Ministerpräsident Winfried Kretschmann von der Initiative. Hauptkritikpunkt der Landwirtschaftsverbände ist dabei die einseitig zu Lasten der Landwirte formulierte Gesetzesvorlage ohne Miteinbeziehung der privaten Haushalte, Hausgärtner, Konsumenten und anderer gesellschaftlichen Gruppen. Kritik kam auch von „Bauer Willi“ und der „Aktion Grüne Kreuze“.

## „Eckpunktepapier“ der Landesregierung
Als Reaktion auf das Volksbegehren wurde am 15. Oktober 2019 vom Minister für Ländlichen Raum und Verbraucherschutz Peter Hauk, sowie vom Minister für Umwelt, Klima und Energiewirtschaft Franz Untersteller ein gemeinsames Eckpunktepapier zum Volksbegehren vorgelegt.  Dieser sollte inhaltliche Ziele des Volksbegehrens übernehmen, aber umstrittene Passagen entschärfen. So soll der Einsatz von Pestiziden nur in Naturschutz-, nicht aber in Landschafts- und Vogelschutzgebieten verboten werden. In einigen Punkten geht das Eckpunktepapier aber auch über den Volksbegehren hinaus. So setzt sich das Land für ein bundesweites Verbot chemisch-synthetischer Pflanzenschutzmittel in Privatgärten ein. Zudem sollen Schottergärten durch kommunale Verordnungen zurückgedrängt und die Lichtverschmutzung in Städten soll zum Schutz der Insekten reduziert werden.
Auf Basis dieses Eckpunktepapiers erarbeitete ein „Runder Tisch“ aus Vertretern der beiden Ministerien, des Trägerkreises des Volksbegehrens sowie sämtlicher im Land Baden-Württemberg aktiver Landwirtschaftsverbände zwischen dem 16. Oktober und dem 18. Dezember einen konkret formuliert Gesetzentwurf. Diesem Gesetzentwurf stimmten mit Ausnahme des Badischen Weinbauverbandes alle am „Runden Tisch“ vertretenen Akteure am 18. Dezember zu. Die beteiligten Minister sicherten daraufhin zu, diesen Gesetzentwurf unverändert bis Ende Frühjahr 2020 durch den Landtag zu bringen. Zudem wurden bereits 62 Millionen Euro zusätzlicher Mittel aus dem Landeshaushalt für die nächsten zwei Jahre für die Umsetzung des Gesetzentwurfs zur Verfügung gestellt.
Der Trägerkreis des Volksbegehrens beschloss daraufhin, nicht mehr für das Volksbegehren zu mobilisieren. Damit warb keine relevante Gruppe mehr für Unterschriften zur Unterstützung des Volksbegehrens. Allerdings konnte dieses aus juristischen Gründen nicht beendet werden. Wahlämter waren verpflichtet, bis zum 23. März 2020 eventuelle Unterstützungsunterschriften weiter zu verifizieren.

## Inhaltliche Bewertung
Der Gesetzentwurf wurde von den meisten Beteiligten als Kompromiss und nicht als Ideallösung bezeichnet. Dennoch ist er auf zweierlei Hinweise bemerkenswert, auch wenn anders als bei einem ähnlichen Volksbegehren in Bayern wegen der vorzeitig beendeten Mobilisierung die erforderliche Mindeststimmenzahl nicht erreicht wurde: 1. Erstmals haben sich Regierungsparteien, Landwirtschaft- und Umweltschutzverbände in einem deutschen Parlament auf einen gemeinsamen Gesetzentwurf geeinigt; 2. Erstmals hat der Bauernverband, der in Baden-Württemberg wie im Bund wie in Europa von Joachim Rukwied geleitet wird, einer pauschale Reduktion chemisch-synthetischer Pestizide zugestimmt. Damit hat Baden-Württemberg die Blaupause für ein neues Leitbild der deutschen Landwirtschaft geliefert: mit weniger chemisch-synthetischen Pestiziden und mehr Öko-Landbau.

## Gesetzesänderung
Am 22. Juli 2020 hat der baden-württembergische Landtag dem Gesetzentwurf zur Änderung des Naturschutzgesetzes und des Landwirtschafts- und Landeskulturgesetzes zugestimmt. Die Landesregierung hat darin die Forderungen der Initiative in weiten Teilen übernommen und zusätzliche Maßnahmen für verschiedene Felder des gesellschaftlichen Lebens eingefügt. Wesentliche Punkte der Novellen sind:
- Ausbau des Anteils der ökologischen Landwirtschaft auf 30 bis 40 Prozent bis zum Jahr 2030
- Reduktion der chemisch-synthetischen Pflanzenschutzmittel um 40 bis 50 Prozent bis 2030
- Umsetzung des Verbots von Pestiziden in ausgewiesenen Naturschutzgebieten und Einhaltung der landesspezifischen Vorgaben des Integrierten Pflanzenschutzes in den übrigen Schutzgebieten
- Aufbau eines landesweiten Biotopverbunds auf 15 Prozent der Landesfläche bis 2030
- Erhalt von Streuobstbeständen
- Verbot von Schottergärten auf Privatgrundstücken
- Minimierung der Lichtverschmutzung
- Schaffung von Refugialflächen auf 10 Prozent der landwirtschaftlichen Flächen[22]